# 大船渡市警察
大船渡市警察（おおふなとしけいさつ）は、かつて存在した岩手県大船渡市の自治体警察である。

## 概要
旧警察法によって、従来の岩手県警察部が解体され、1948年（昭和23年）3月7日に盛町警察署が設置された。1952年（昭和27年）4月1日に、大船渡町、盛町、猪川村、立根村、日頃市村、赤崎村、末崎村が合併し、大船渡市が施行した事に伴い、大船渡市警察署が新たに設置された。
1954年（昭和29年）に、それまでの旧警察法を全面改正する形で新警察法が公布された。これにより国家地方警察と自治体警察が廃止され、新たに都道府県警察として岩手県警察本部が発足。そして、大船渡市警察も岩手県警察に統合され、姿を消した。